# The Believer
The Believer je americký časopis zaměřený na rozhovory, eseje a recenze. Založili jej spisovatelé Heidi Julavits, Vendela Vida a Ed Park a první číslo vyšlo v březnu 2003. Do roku 2015 byl magazín publikován společností McSweeney's, poté organizací Black Mountain Institute. Původně vycházel měsíčně, v letech 2007 až 2014 vycházelo devět čísel ročně a poté každý druhý měsíc. V říjnu 2021 bylo oznámeno, že časopis s vydáním 139. čísla v únoru 2022 ukončí svou publikační činnost. Do časopisu přispívali například Nick Hornby, C. S. Leigh a Greil Marcus.